# Kloster Brenkhausen
Das Kloster Brenkhausen ist ein ehemaliges Zisterzienserinnenkloster in Brenkhausen bei Höxter, Kreis Höxter, in Westfalen und wird heute als Männerkloster und Sitz des Generalbischofs der Koptisch-Orthodoxen Kirche in Deutschland, Bischof Anba Damian, genutzt. Die Koptisch-Orthodoxe Kirche unterhält im Kloster u. a. ein Bibelmuseum und eine Kreuzausstellung. Das Kloster wurde von Diakonen der koptischen Kirche und ehrenamtlichen Helfern vorwiegend in Eigenleistung aufwendig saniert. Die fertiggestellten Ausstellungsräume stehen tagsüber dem Besucherpublikum offen.

## Geschichte
Um 1245 siedelten Zisterzienserinnen, die sich um 1234 zunächst in Ottbergen niedergelassen hatten und ihre Niederlassung um 1236 nach Brückenfeld vor Höxter verlegt hatten, neben der bestehenden Pfarrkirche unter dem Corveyer Abt Hermann I. von Holte. Die Kirche wurde umgebaut und der Klosterbau begonnen. Der Propst wurde aus dem Zisterzienserkloster Amelungsborn bestellt.
1276 gab es einen Brand, der Gebäude, Urkunden und Privilegien vernichtete. Das Kloster wurde in den 1280er-Jahren wieder aufgebaut. Papst Nikolaus V. beauftragte den Abt von Amelungsborn mit der Visitation des Klosters 1288. Im Jahre 1301 wurde der Abt von Hardehausen geistlicher Oberer und Visitator des Klosters Vallis Dei. Die Bautätigkeiten wurden im Jahre 1320 abgeschlossen und die Kirche wurde durch den Paderborner Weihbischof Hermann am 3. Dezember desselben Jahres geweiht. Der Paderborner Weihbischof Hermann weihte im Jahr 1339 23 Frauen zu Nonnen. Offensichtlich gehörte das Kloster zur Diözese sowie zum Hochstift Paderborn und nicht zum benachbarten Kloster bzw. Stift Corvey.
Es gibt Urkunden, datiert Ende des 14. Jahrhunderts, die von einer Klosterschule und einem Mädchenpensionat berichten, wo höhere Töchter erzogen werden. Um 1560 gab es, verursacht durch moralische und wirtschaftliche Zerrüttung, einen Niedergang des Klosters. Zu dieser Zeit lebten nur noch die Äbtissin und zwei Nonnen in dem Kloster.
Das Kloster Corvey versuchte, die Verhältnisse des Klosters neu zu ordnen, musste aber auf Drängen des Zisterzienserklosters Hardehausen den Propst zurückziehen.
1595 wurde das Kloster durch den Propst von Corvey neu besetzt und 1601 mit Benediktinerinnen aus Corvey neubesiedelt, 1608 wurde die erste Benediktinerin zur Äbtissin gewählt. Im Dreißigjährigen Krieg wurde das Kloster verwüstet und ab 1630 wiederaufgebaut. Im Jahre 1656 wurde ihm die untere Gerichtsbarkeit verliehen. Um 1683 blühte das Kloster unter dem Propst Florenz von dem Felde wieder auf. Zwischen 1678 und 1691 wurde die Kirche in einem barocken Stil ausgestattet. In der Volkszählung unter dem Abt Florenz von Corvey, durchgeführt 1700, lebten 51 Personen im Kloster, davon 14 Nonnen und sieben Schülerinnen der Klosterschule. Zwischen 1710 und 1746 wurden drei barocke Klosterflügel gebaut. Ambrosius Bruns, der spätere Abt des Klosters Grafschaft war von 1717 bis 1719 Beichtvater der Nonnen in Brenkhausen. Im Jahre 1803 wurde das Kloster säkularisiert und in eine landwirtschaftliche Domäne mit Viehstall, Scheune und Brennerei umgewandelt.

## Besitzverhältnisse / Sanierung
Erster weltlicher Besitzer des Klosters war der weltliche Landesherr Erbprinz Wilhelm Friedrich von Nassau-Oranien. Während des Königreiches Westphalen unter Napoleon wurde General Pierre David de Colbert-Chabanais übergangsweise Besitzer des Klosters, das anschließend an den russischen General Friedrich Karl von Tettenborn und 1818 an den Landgrafen Victor Amadeus von Hessen-Rotenburg kam, der es mit dem Mediatfürstentum Corvey vereinigte.
Im Jahr 1993 kaufte die Koptische Kirche unter Abt-Bischof Anba Damian das Kloster von der Landesregierung. Am 29. Januar 1994 wurde die erste koptische eucharistische Liturgiefeier im Kloster gefeiert. Der koptische Papst Schenuda III. unterstützte von Beginn an das Klosterprojekt. Im selben Jahr begannen die Sanierungsarbeiten mit dem Süd- und Westflügel und ab 2007 mit dem Nordflügel. Dabei halfen oft Freiwillige unterschiedlichster Herkunft, vor allem bei der Wandsanierung in traditioneller Lehmbauweise. Der Endputz wurde dann mit einer weißen Kalk-Quark-Farbe versehen. Auch Einsatzgruppen des internationalen Bauordens waren mehrfach tätig. Der Detmolder „St.-Martin-Orden“ unterstützte das Kloster anfangs in bautechnischen Fragen, durch die Arbeit von Fachingenieuren und bei der Beschaffung von Material und Ausstattung.

## Klosterkirche und -Gebäude

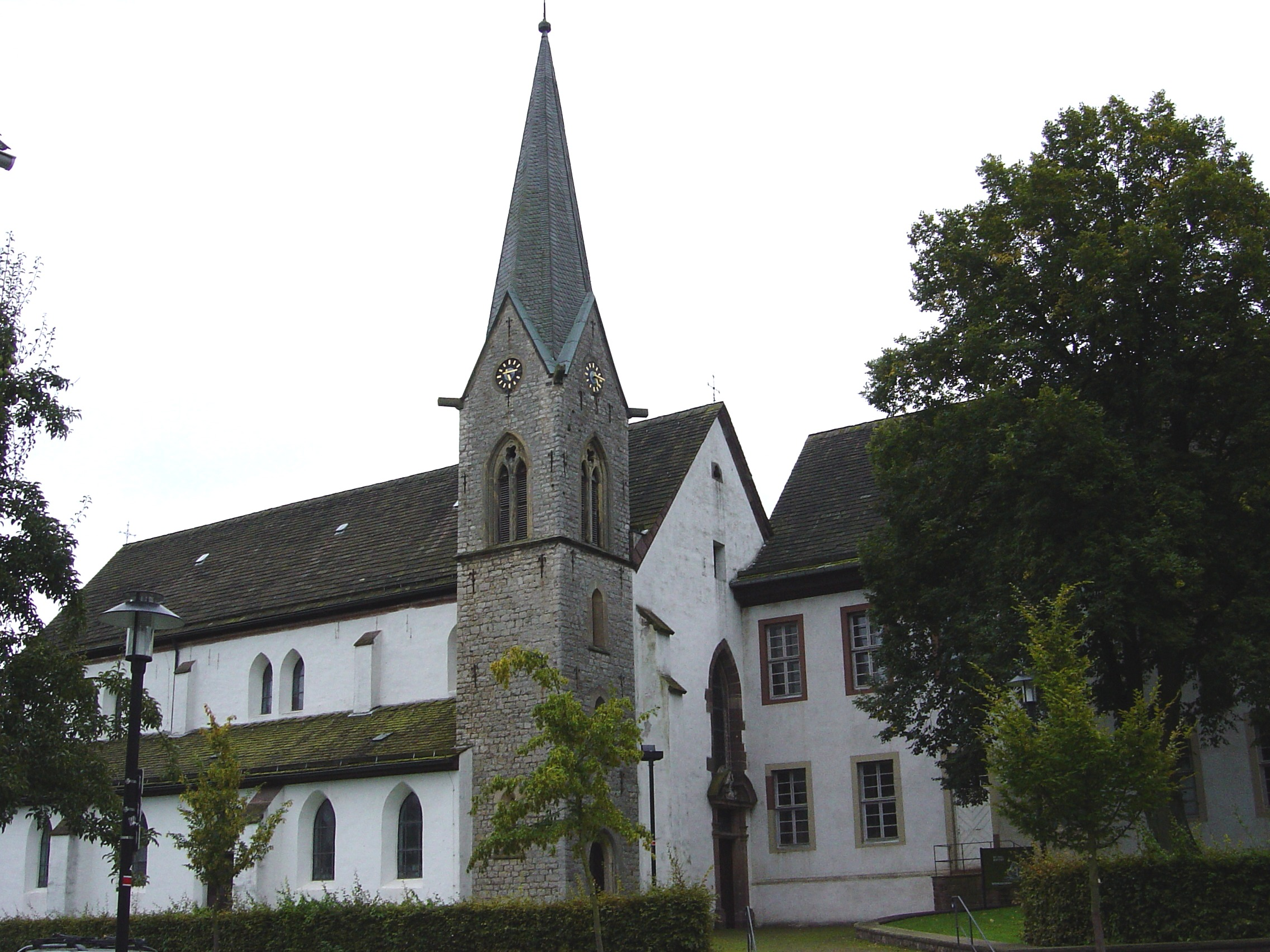
Katholische Kirche St. Johannes Baptist Brenkhausen

Die ehemalige Klosterkirche des Konventes ist heute Pfarrkirche der Gemeinde St. Johannes Baptist, Brenkhausen. Sie ist eine dreischiffige Pfeilerbasilika mit geradem Chorabschluss ohne Nonnenempore. Als barocke Ausstattung ist nur der Hochaltar erhalten (einige Figuren im Hauptschiff existieren noch). Die Nonnenempore wurde im 19. Jahrhundert abgerissen. Eines der Seitenschiffe wurde abgerissen und um 1924 wieder errichtet.
Auf dem Hochaltar sind die Figuren Benedikt von Nursia, seine Schwester Scholastika, Johannes der Täufer (Namenspatron der Kirche) und Vitus (der Patron Corveys) zu sehen. Weiterhin trägt der Altar das Corveyer Wappen und die Jahreszahl 1696. Das Altarbild soll die Himmelfahrt Mariens darstellen. In der Spitze über dem Corvery Abtswappen ist die Dreifaltigkeit in einem weiteren Bild dargestellt.
Der gotische Flügel des ehemaligen Klosters wird von der katholischen Pfarrgemeinde als Pfarrheim genutzt. Die Klosterkirche und das Pfarrheim sind im Besitz der katholischen Kirche.
Der Barockteil des Konventsgebäudes ist im Besitz des koptischen Klosters. Die barocken Klosterflügel werden als Bibelmuseum und Kirchenmodellausstellung benutzt. Ein Kreuzgangflügel wird als koptischer Gottesdienstraum verwendet. Das koptische Kloster besitzt die Patronate der Heiligen Jungfrau Maria und des St. Mauritius.
Außergewöhnlich ist, dass die ehemalige Klosterkirche dem Patronat St. Johannes Baptist geweiht wurde und nicht, wie bei vielen Nonnenklöstern, ein Marienpatronat besitzt.
Vor der Klostergründung existierte schon die Siedlung Brenkhausen.